# Catatumbo (rivier)
De Catatumbo (Spaans: Río Catatumbo) is een rivier die ontspringt in het noorden van Colombia, in de provincie Norte de Santander, en uitmondt in het Meer van Maracaibo in Venezuela. De rivier is ongeveer 500 kilometer lang en vormt voor een deel de grens tussen Colombia en Venezuela. De rivier is bekend vanwege de Catatumbobliksem.